# فهرست مناطق ویژه اقتصادی دریایی ایران
فهرست بندرهای ایرانی و مناطق ویژه اقتصادی دریایی ایران عبارت‌اند از:
- اداره کل بنادر و دریانوردی بندر امیرآباد (در بندر امیرآباد)
- اداره کل بنادر و دریانوردی استان گیلان (در بندر انزلی)
- اداره کل بنادر و دریانوردی استان بوشهر (در بوشهر)
- اداره کل بنادر و دریانوردی استان مازندران و گلستان (در نوشهر)
- اداره کل بنادر و دریانوردی استان هرمزگان (در بندرعباس)
- اداره کل بنادر و دریانوردی استان خوزستان (در بندر امام خمینی)
- منطقه ویژه اقتصادی مجتمع کشتی‌سازی و صنایع فراساحل ایران در بندرعباس منبع اداره کل بنادر و کشتیرانی ایران
- منطقه ویژه اقتصادی بندر آستارا[۱]

## شمال
- بندر امیرآباد بهشهر مازندران  بندر انزلی گیلان
- آبسکون (تاریخی)

## جنوب
- بندر ماهشهر
- بندر چابهار
- لیان (تاریخی)
- اسکله شهید رجایی

## بندر خشک
- دهکده لجستیک اصفهان[۲]